# 岡山県道241号長野高松線
岡山県道241号長野高松線（おかやまけんどう241ごう ながのたかまつせん）は、岡山県岡山市北区を通る一般県道である。

## 概要
岡山市北区の長野から高松（備中高松）に至る。
岡山県最大の稲荷神を祀る最上稲荷への参拝道路としての機能を持つ路線である。終点部の近くには大鳥居があり、その下をくぐる。

### 路線データ
- 起点：岡山県岡山市北区長野（岡山県道61号妹尾御津線交点）
- 終点：岡山県岡山市北区高松原古才（最上稲荷入口交差点、国道180号交点）
- 実延長：4.0 km[1]

## 歴史
- 1972年（昭和47年） - この年、大鳥居（高さ 27.5 m 、柱の直径 4.6 m 、重さ 2,800 t）が建立される[2]。
- 1985年（昭和60年） - この年、大鳥居の塗り直しが行われる[2]。
- 2009年（平成21年）4月1日 - 岡山市が政令指定都市に移行。これに伴い、道路管理者が岡山県から岡山市に移行する。
- 2014年（平成26年） - この年、大鳥居の塗り直し（総工費約7千万円、扁額に西江邸の弁柄を使用）が行われる[2]。

## 路線状況
最上稲荷への参拝客が多く訪れる時期（年末年始、節分など）には渋滞が発生する。特に大晦日の夜から正月三が日にかけては交通規制も敷かれる。

### 路線バス
- 中鉄バス稲荷山線[4]

## 地理

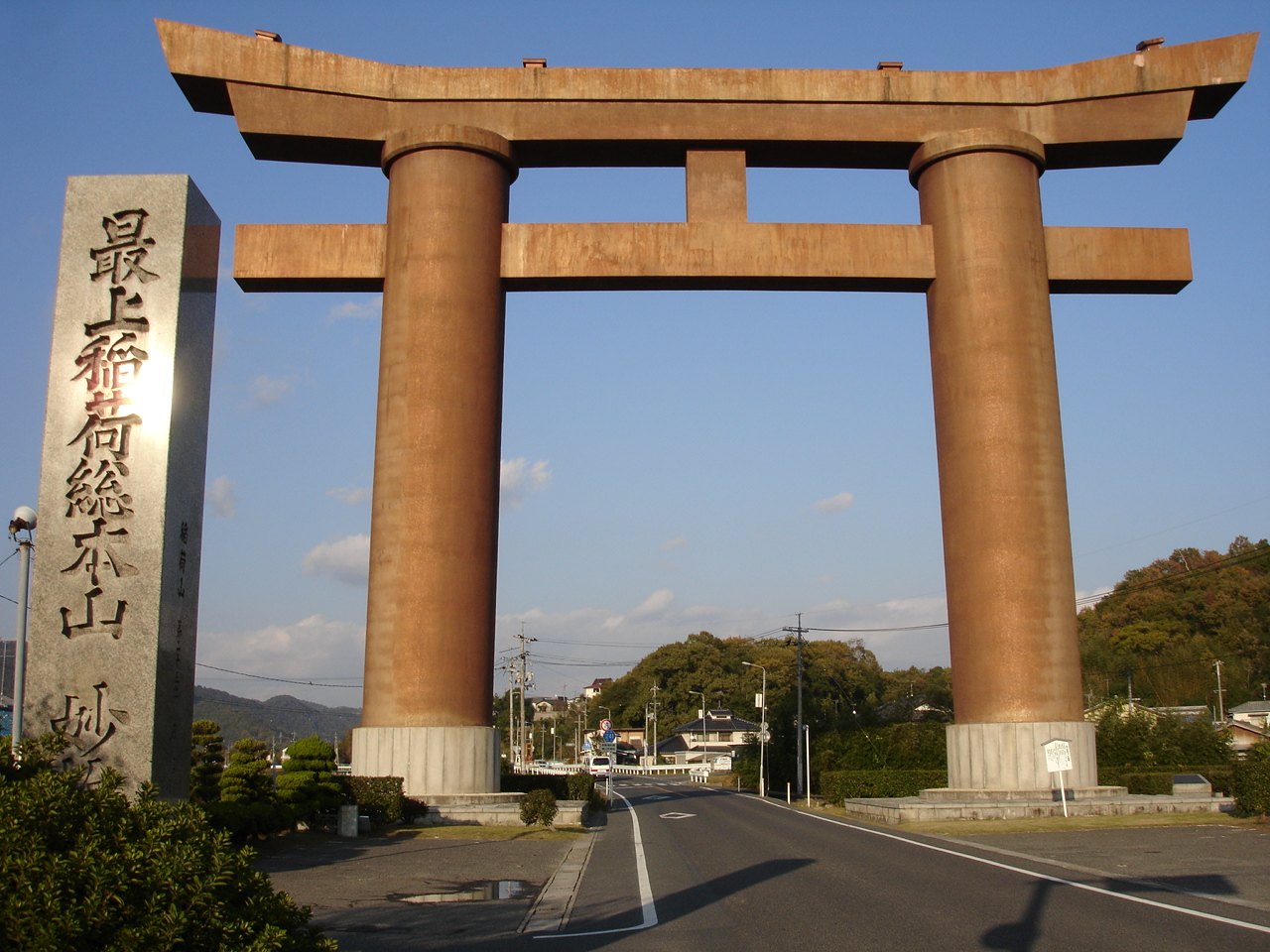
最上稲荷の大鳥居

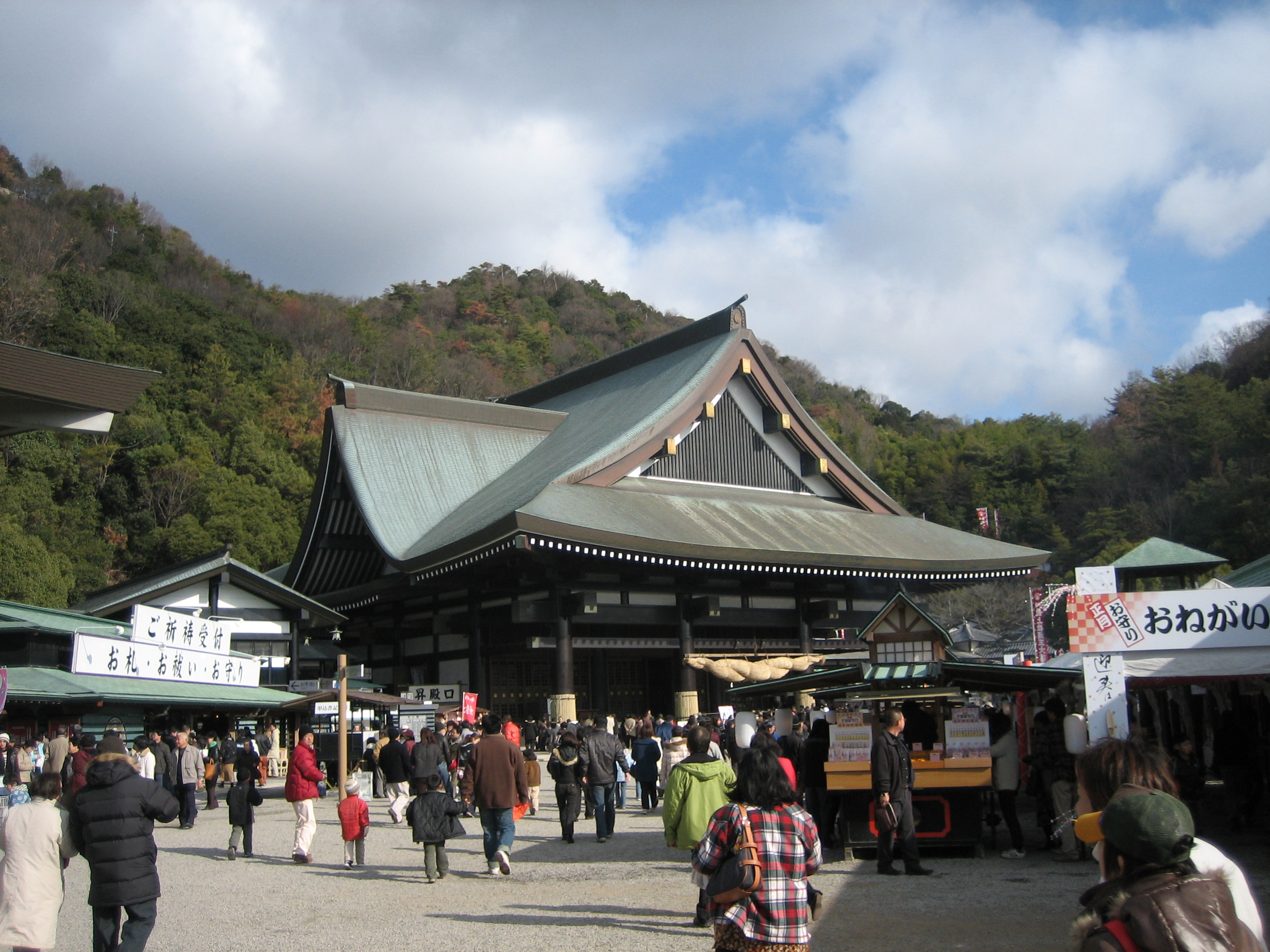
最上稲荷

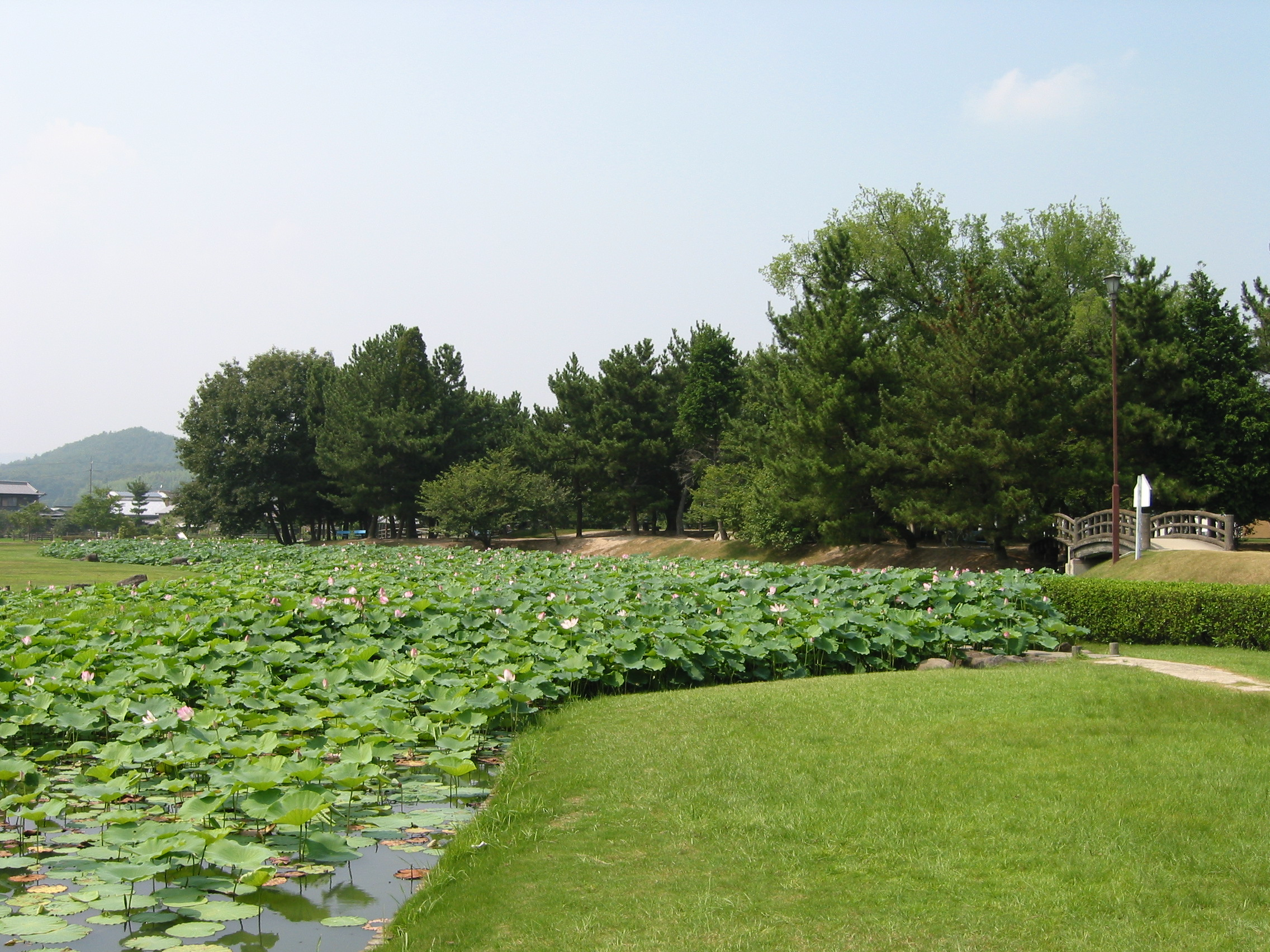
備中高松城 本丸址公園

### 通過する自治体
- 岡山市（北区）

### 交差する道路
| 交差する道路                                 | 交差する場所                     | 交差する場所              |
| -------------------------------------------- | -------------------------------- | ------------------------- |
| 岡山県道61号妹尾御津線                       | 長野                             | 起点                      |
| 岡山県道701号岡山賀陽自転車道線              | 高松稲荷                         |                           |
| 岡山県道701号岡山賀陽自転車道線 重複区間起点 | 高松                             |                           |
| 岡山県道701号岡山賀陽自転車道線 重複区間終点 | 高松                             |                           |
| 国道180号                                    | 高松原古才（たかまつはらこさい） | 最上稲荷入口交差点 / 終点 |

### 交差する鉄道
- 吉備線稲荷参道踏切（北区高松）

### 沿線
- 最上稲荷（北区高松稲荷）
- 稲荷山健康センター（北区高松稲荷） - 一般利用向け温泉保養施設。
- 備中高松城跡（北区高松） - 豊臣秀吉毛利攻め古戦場、「中国大返し」の起点。
- JR西日本吉備線 備中高松駅（北区高松）
- 大鳥居（北区高松）